# Медаль «100-летие пограничной охраны Азербайджана (1919—2019)»
Медаль «100-летие пограничной охраны Азербайджана (1919—2019)» (азерб. "Azərbaycan Sərhəd Mühafizəsinin 100 illiyi (1919–2019)" yubiley medalı) — государственная награда Азербайджанской Республики.

## История и положения

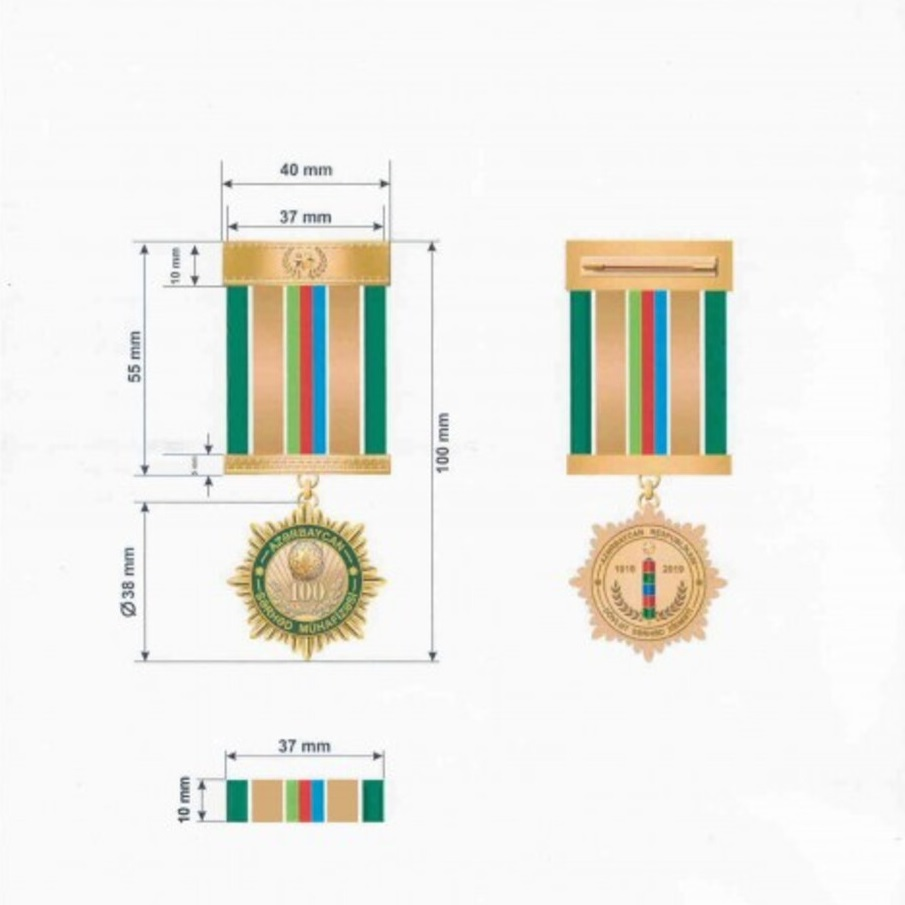

Юбилейная медаль «100-летие пограничной охраны Азербайджана (1919—2019)» была учреждена указом Президента Азербайджанской Республики Ильхамом Алиевым от 18 декабря 2018 года № 1392-VQD.
Медаль присуждается офицерам, генералам, полковникам и действенным военнослужащим, которые отличились в военном служении в Государственной пограничной службе Республики Азербайджан до 18 августа 2019 года, а также тем, кто активно участвовал в создании и укреплении Пограничной службы Азербайджанской Республики, и вышедшим в отставку офицерам, а также другим лицам, которые внесли особый вклад в развитие Государственной пограничной службы.

Медаль «100-летие пограничной охраны Азербайджана (1919—2019)» представляет собой медаль в форме восьмиконечной звезды с излучающими во все стороны лучами. Медаль выполнена из бронзы, покрыта золотом, имеет диаметр 38 мм.
На лицевой стороне юбилейной медали «100 лет пограничной охране Азербайджана (1919—2019)» размещена круглая табличка, очерченная внешним и внутренним контурами. Между внешним и внутренним контурами, на зеленом фоне, по верхнему краю надпись «AZƏRBAYCAN», а по нижнему краю — «SƏRHƏD MÜHAFİZƏSİ». Между надписями изображены две восьмиконечные звезды диаметром 2 мм каждая и линии, завершающие композицию. Внутри внутреннего контура, на фоне восходящего солнца, в верхней части изображен Государственный герб Азербайджана, в нижней части — венок из дубовых листьев, а между гербом и венком вырезаны цифры «100». Все надписи, элементы и цифры выступают рельефно.
На обратной стороне юбилейной медали «100 лет пограничной охране Азербайджана (1919—2019)» размещена круглая табличка, очерченная внешним и внутренним контурами. Между внешним и внутренним контурами, по верхнему краю, написано «AZƏRBAYCAN RESPUBLİKASI», а по нижнему краю — «DÖVLƏT SƏRHƏD XİDMƏTİ». Между надписями изображены две восьмиконечные звезды диаметром 1.8 мм каждая и линии, завершающие композицию. Внутри внутреннего контура, в верхней части, изображена восьмиконечная звезда, в нижней части — венок из колосьев. На венке изображенf эмблема пограничной службы, в цветах Государственного флага Азербайджана, с восьмиконечной звездой в верхней части. Слева от эмблемы указаны цифры «1919», справа — «2019». Все надписи, элементы и цифры выступают рельефно.
На ленте цвета хаки изображены три вертикальные полосы, отражающие цвета Государственного флага Азербайджана, каждая шириной 3 мм. Полосы расположены последовательно: белая шириной 1 мм, золотая шириной 7 мм, белая шириной 1.5 мм и зеленая шириной 4.5 мм. К медали прикреплен элемент для крепления к одежде, представляющий собой ту же самую ленту размером 37 мм x 10 мм.

## Способ ношения
Лица, удостоенные медали, награждаются руководителем соответствующего государственного органа, назначенным исполнительной властью.
Медаль «100-летие пограничной охраны Азербайджана (1919—2019)» размещается на левой стороне груди и следует за другими орденами и медалями Азербайджанской Республики после медали «95-летие пограничной охраны Азербайджана (1919—2014)».